# Dokter Deen
Dokter Deen è una serie televisiva olandese, ideata da Edwin de Vries e Simone Kome van Breugel e prodotta dal 2012 da Eyeworks Film & TV. Protagonista della serie, nel ruolo della Dott.ssa Maria Deen, è l'attrice Monique van de Ven; altri interpreti principali sono Pleuni Touw, Markoesa Hamer, Jelle de Jong, Lisa Smit, Leopold Witte, Huub van der Lubbe, Hans Dagelet, Hans Croiset, Liz Snoijink, David Lucieer e Rian Gerritsen.
La serie, che viene trasmessa dall'emittente Nederland 1 (facente parte del network Omproep MAX), consta di 3 stagioni, per un totale di 30 episodi (10 per stagione), della durata di 50 minuti ciascuno. Il primo episodio fu trasmesso in prima visione il 30 gennaio 2012.

## Trama
La serie è incentrata sulle vicende di Maria Deen, una donna che esercita la professione di medico generico sull'isola frisone di Vlieland, dove vive assieme alla madre e ai figli Isa, Robbert e Wendy (avuti dall'ex-marito Sven van Buren).

## Episodi
| Stagione         | Puntate | Prima TV Paesi Bassi | Prima TV Italia |
| ---------------- | ------- | -------------------- | --------------- |
| Prima stagione   | 10      | 2012                 |                 |
| Seconda stagione | 10      | 2013                 |                 |
| Terza stagione   | 10      | 2016                 | inedita         |